# 마둔고려성산산성
마둔고려성산산성(馬屯高麗城山山城)은 중국 랴오닝성 다롄시에 위치한 고구려의 산성이다.
자연석으로 구성되어 있으며, 산의 능선을 따라 축조되었다.